# 雲林客運
雲林客運股份有限公司，簡稱雲林客運，於2015年10月5日核准成立，為路得寶客運聯盟（ROPO Bus）旗下成員之一。營運初期向凱勝綠能科技採購電動公車一台，其餘5台車輛分別向屏東客運與南台灣客運租用。2016年2月5日起車隊全面使用電動公車，為全台灣第一家高鐵快捷公車全面使用凱勝綠能K9電動車的業者，目前車隊共有12輛電動公車。2023年12月，該公司經營的多條雲林縣公車爆發欠薪風波，並於2024年1月1日起各路線不再發車。

## 沿革
- 2015年10月5日：雲林客運正式成立。
- 2015年11月19日：公佈將營運雲林縣市區公車201路線。[1]
- 2015年12月1日：開始經營雲林縣市區公車201路線（高鐵雲林站－雲林科技大學），亦為全縣首條高鐵快捷公車路線。[2]
- 2016年1月1日：201路線增加停靠「虎尾惠來」站。
- 2016年2月5日：201路線全面使用電動公車，原5台租用車歸還屏東客運與南台灣客運。
- 2022年3月29日：開始經營雲林縣市區公車101路線（斗六棒球場－受天宮－環球科技大學）及102路線（斗六火車站－崙仔集會所）。[3]
- 2024年1月1日：放棄101路線、102路線、201路線經營，雲林縣政府協調統聯客運代駛，雲林客運退出經營雲林縣市區公車。

## 歷史路線
- 路線採分段收費，上下車都要刷卡，可使用多卡通電子票證。
- 1段票20元，101路線、102路線全程1段票計費，201路線則以2段票計費。

| 編號 | 區間                                     | 備註                                                                                      |
| ---- | ---------------------------------------- | ----------------------------------------------------------------------------------------- |

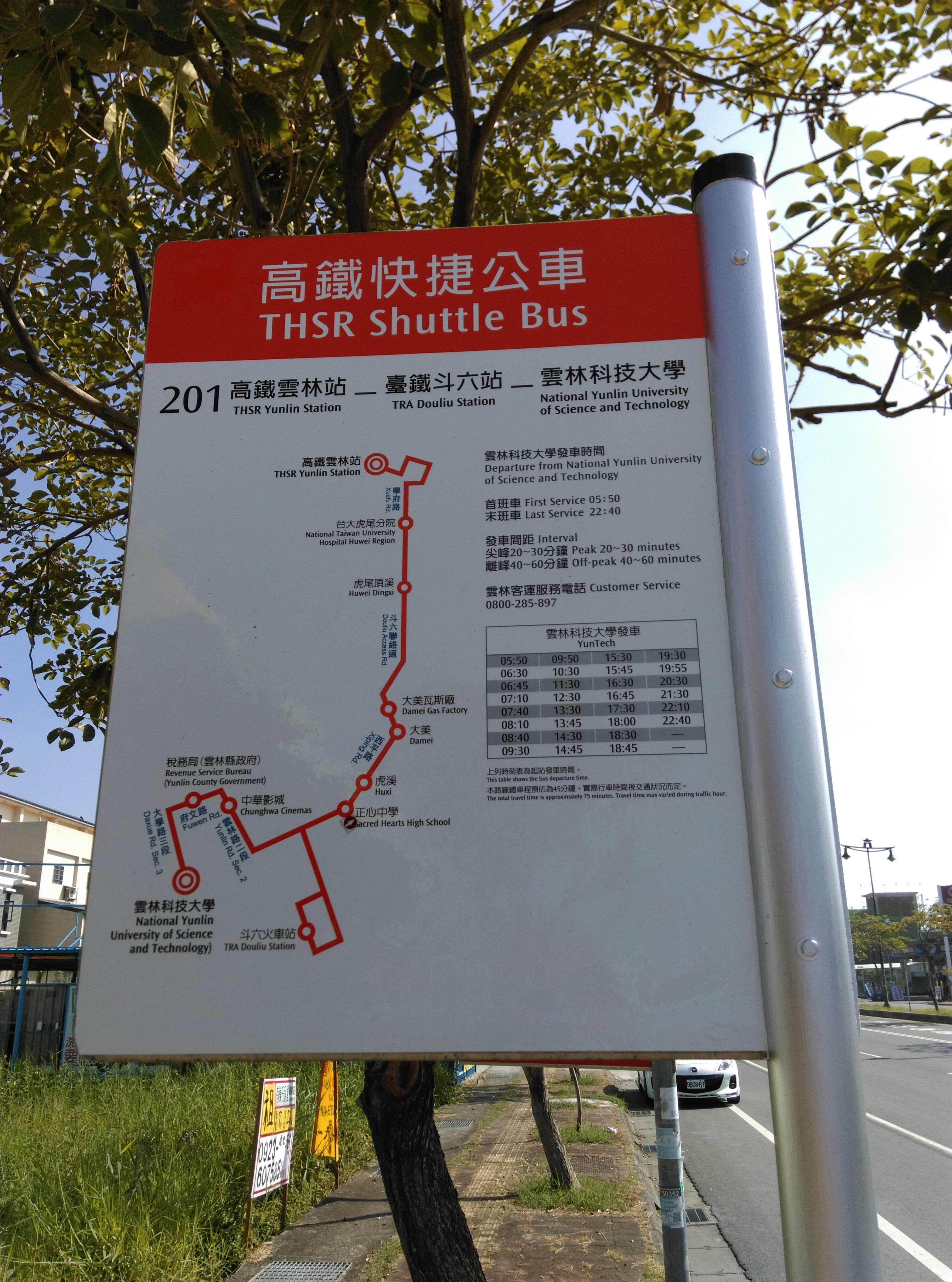
雲林客運 '路線公車站牌 (正心中學站)

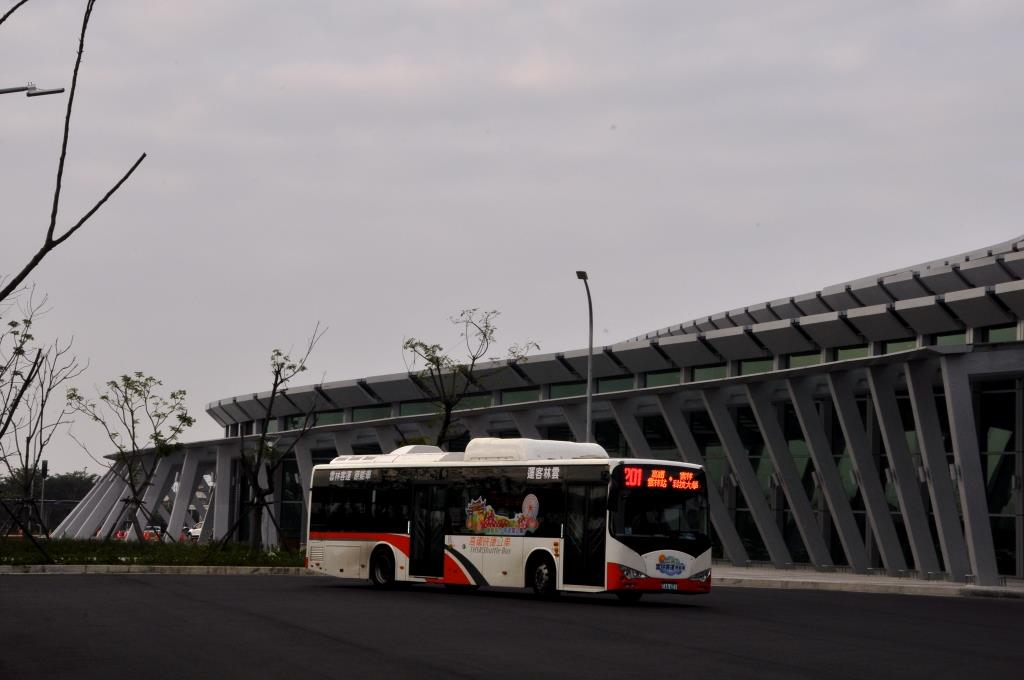
高鐵快捷公車'路線高鐵雲林站前

| 101  | 斗六棒球場－斗六火車站－受天宮           | - 2024年1月1日起由統聯客運代駛。 - 路線全長7.4公里，共13個停靠站，單趟行駛時間約35分鐘。  |
| 101A | 斗六棒球場－斗六火車站－環球科技大學     | - 2024年1月1日起由統聯客運代駛。 - 路線全長10.1公里，共15個停靠站，單趟行駛時間約40分鐘。 |
| 102  | 台電公司雲林區處－斗六火車站－崙仔集會所 | - 2024年1月1日起由統聯客運代駛。 - 路線全長12.8公里，共15個停靠站，單趟行駛時間約40分鐘。 |
| 201  | 高鐵雲林站－斗六火車站－雲林科技大學     | - 2024年1月1日起由統聯客運代駛。 - 路線全長18.6公里，共12個停靠站，單趟行駛時間約45分鐘。 |

## 外部連結
- 雲林客運官網 （页面存档备份，存于）
- 凱勝綠能科技股份有限公司 （页面存档备份，存于）
- 高鐵快捷公車雲林科技大學線服務異動公告 （页面存档备份，存于）
- 高鐵雲林站轉乘資訊下載 （页面存档备份，存于）